# Max H. Larson
Max H. Larson (ur. 29 kwietnia 1915 w stanie Montana, Stany Zjednoczone, zm. 24 września 2011 w Nowym Jorku, Stany Zjednoczone) – amerykański działacz religijny, w latach 2000–2011 prezes nowojorskiej korporacji Strażnica – Towarzystwo Biblijne i Traktatowe (ang. Watchtower Bible and Tract Society of New York, Inc.).

## Życiorys
Max H. Larson urodził się w rodzinie duńskich imigrantów, osiadłych w Stanach Zjednoczonych. Wychowywał się w sześcioosobowej rodzinie, która gospodarowała 320 hektarami ziemi. Jego rodzice byli luteranami, ale w 1925 roku jego matka została Międzynarodową Badaczką Pisma Świętego jak wówczas nazywali się Świadkowie Jehowy.
Na początku lat 30. XX wieku przeniósł się wraz z rodziną do stanu Waszyngton. W 1935 roku rozpoczął samodzielną działalność gospodarczą. Zwoził ciężarówką drewno z lasu, m.in. na Alasce. W 1938 roku wraz ze swoją siostrą Jean, podjął pracę w Seattle i zamieszkał w łodzi na jeziorze Union. 5 czerwca 1938 roku na kongresie Świadków Jehowy w Seattle został ochrzczony, zaraz potem został kaznodzieją pełnoczasowym (pionierem) w Raymond w stanie Waszyngton. Współpracował m.in. z Billem Griffithem, a potem z rodzonym bratem Miltona G. Henschela – Warnerem Henschelem. W tym czasie spotkał ówczesnego sługę strefy (przedstawiciel Biura Głównego Świadków Jehowy) Alberta Hoffmana, który zachęcił go do wolontariatu w Biurze Głównym w Nowym Jorku.
14 stycznia 1939 roku rozpoczął w nim służbę. Grant Suiter sługa (nadzorca) Betel skierował go do pracy w drukarni, gdzie spotkał jej kierownika Nathana H. Knorra. Pierwsze zadanie jakie otrzymał, to była praca w ekspedycji, potem obsługiwał drukarską prasę rotacyjną. Po półtora roku został pomocnikiem N.H. Knorra w biurze drukarni. 8 stycznia 1942 roku N. Knorr został prezesem Towarzystwa Strażnica (po śmierci J. Rutherforda), a Max H. Larson został nadzorcą drukarni. Przez następne 35 lat współpracował z prezesem Knorrem w realizowaniu wydawniczych i budowlanych przedsięwzięć Towarzystwa Strażnica. W czasie II wojny światowej był delegowany na spotkania z członkami komisji senackiej, związane z przydziałem papieru i innych materiałów drukarskich.
Gdy w 1949 roku wyłoniła się potrzeba rozbudowy nowojorskiej drukarni został jej nadzorcą. Później nadzorował prace budowlane rozbudowy Biura Głównego w latach: 1955, 1956, 1957, 1966 i 1967. 7 kwietnia 1956 roku poślubił Helen Lapshanski (wolontariuszka w drukarni od 1951 roku, później zachorowała na stwardnienie rozsiane). 1 stycznia 1977 roku został wiceprezesem Towarzystwa Strażnica. 7 października 2001 roku został prezesem Watchtower Bible and Tract Society of New York, Inc. 1 kwietnia 2001 został członkiem nowo powstałego amerykańskiego Biura Oddziału. Zmarł 24 września 2011 roku, na stanowisku zastąpił go Leon Weaver Jr.